# لایهیل (مریلند)
لایهیل (به انگلیسی: Layhill) یک منطقهٔ مسکونی در ایالات متحده آمریکا است که در مریلند واقع شده‌است. لایهیل ۵٬۱۶۹ نفر جمعیت دارد و ۱۳۴٫۱۱ متر بالاتر از سطح دریا واقع شده‌است.